# Óbidos (Portugal)
Óbidos is een plaats en gemeente in het Portugese district Leiria.
De gemeente heeft een totale oppervlakte van 142 km² en telde 10.875 inwoners in 2001.
Óbidos is een  UNESCO literatuurstad.

## Geschiedenis
Vanaf ca. 713 is de stad in handen van de moslims van Al-Andalus, die op de heuvel een versterking bouwden. In maart 1147 valt de stad aan Alfons I van Portugal, die het op de moslims veroverde. De legende verhaalt over de ridder Gonçalo Mendes da Maia die in zijn eentje verantwoordelijk zou zijn voor de overwinning op het kasteel. De inname van Óbidos betekende het einde van de Reconquista in Estremadura.

## Bezienswaardigheden
- Het oudste gedeelte van Óbidos, dat nog volledig ommuurd is, is in zijn geheel een belangrijke trekpleister. Het Kasteel (Castelo de Óbidos) uit de 12de eeuw bevindt zich in dit ommuurde stadsgedeelte. Heel typisch zijn de witgekalkte huizen, die bijna allemaal omlijnd zijn met blauwe, rode of gele strepen. In de straatjes is het zeer gezellig (en relatief fris in warme periodes). Vanop de omwalling heb je niet alleen een spectaculair zicht op de oude stad, maar ook op de omgeving.

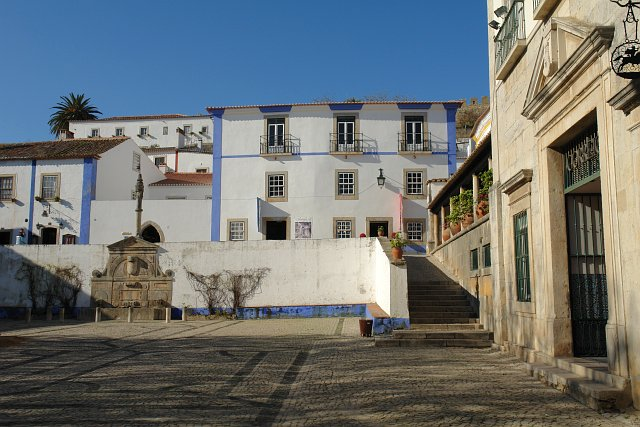
Óbidos
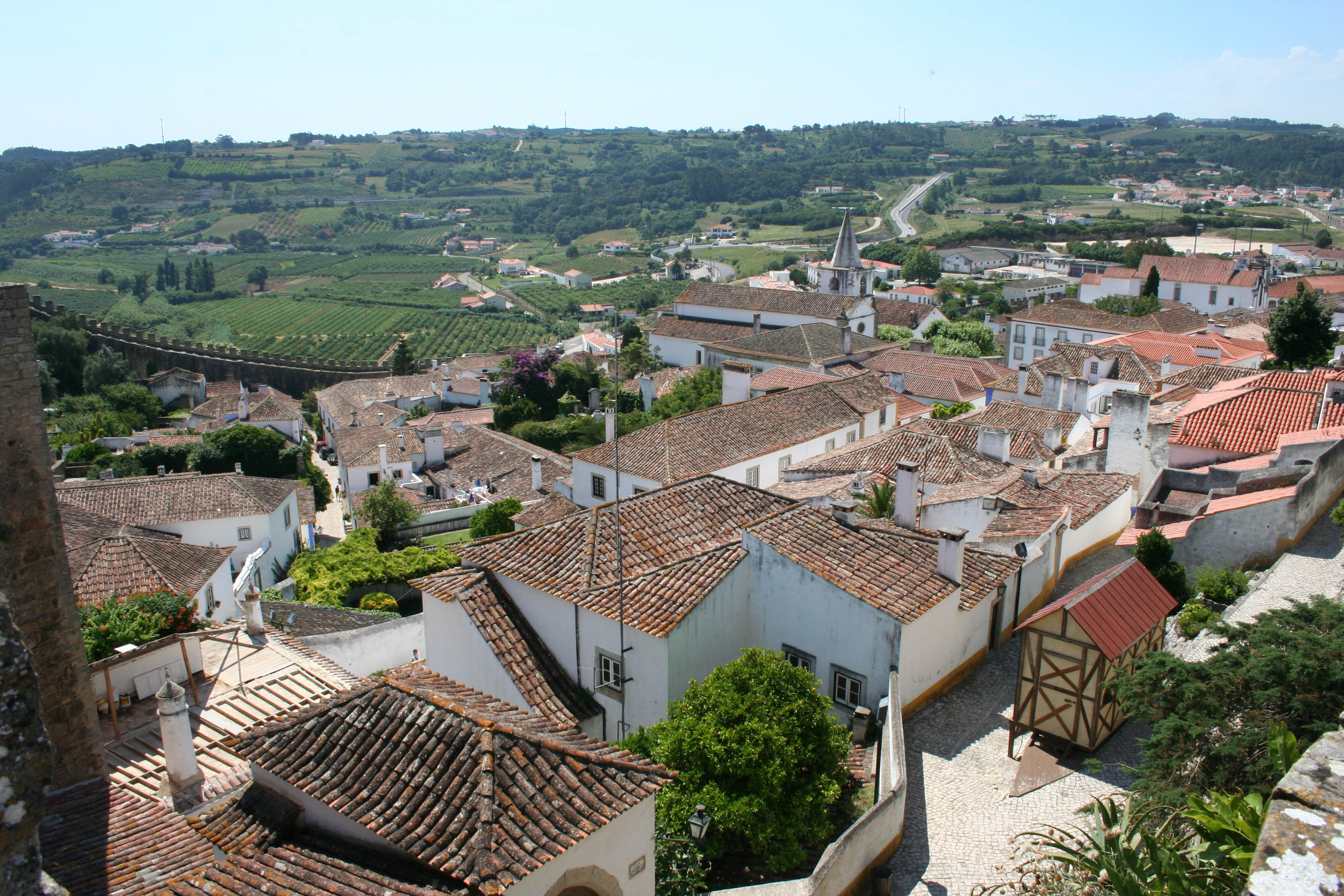

## Plaatsen in de gemeente
- A dos Negros
- Amoreira
- Gaeiras
- Olho Marinho
- Santa Maria
- São Pedro
- Sobral da Lagoa
- Usseira
- Vau